# Abgrallaspis ithacae
Abgrallaspis ithacae är en insektsart som först beskrevs av Ferris 1938.  Abgrallaspis ithacae ingår i släktet Abgrallaspis och familjen pansarsköldlöss. Inga underarter finns listade i Catalogue of Life.